# Festiwal w Dafne
Festiwal w Dafne - określenie (opisanego między innymi przez Polibiusza) festiwalu z r. 167/166 p.n.e., które zorganizował Antioch IV w Dafne. Odbył się na nim przegląd wojsk oraz procesje z kosztownymi przedmiotami i wielodniowe świętowanie. Festiwal był również częścią kampanii przeciwko państwu Partów.
Uroczystość otwierał pochód, w którym szło kolejno:
- 5000 uzbrojonych w pancerze łańcuszkowe dorosłych ludzi;
- 5000 Mezejczyków;
- 3000 Cylijczyków;
- 3000 Traków;
- 5000 Galatów;
- 20000 Macedończyków;
- 5000 ludzi ze spiżowymi albo srebrnymi tarczami;
- 480 (240 par) zapaśników;
- 4000 Nisejczyków (w tym 1000 jeźdźców);
- 1000 tzw. konnicy przybocznej;
- 1000 przyjaciół króla[1];
- 1000 wojska wyborowego;
- 1000 agemy;
- 1500 konnicy pancernej;
- 100 wozów o zaprzęgu sześciokonnym;
- 40 wozów o zaprzęgu czterokonnym;
- 36 słoni.

Podczas procesji między innymi niesiono posągi bóstw i wiele drogocennych przedmiotów (np. wonności czy srebrne i złote naczynia).
Po zakończeniu pochodu rozpoczynało się świętowanie: zawody, zapasy, polowania i ucztowanie. W czasie festiwalu przygotowywano ok. 1000 - 1500 sof biesiadnych.